# برونو زاك
برونو زاك (بالألمانية: Bruno Zach)‏ هو نحات نمساوي، ولد في 6 مايو 1891 في جيتومير في أوكرانيا، وتوفي في 20 فبراير 1945 في فيينا في النمسا.